# Hoa hậu Hoàn vũ 2009
Hoa hậu Hoàn vũ 2009 là cuộc thi Hoa hậu Hoàn vũ lần thứ 58 được tổ chức tại Phòng khiêu vũ Trung tâm, Khu nghỉ dưỡng Đảo Thiên đường Atlantis, Nassau, Bahamas. Đây là lần đầu tiên quốc đảo Bahamas được chọn để đăng cai cuộc thi Hoa hậu Hoàn vũ. Đêm chung kết của cuộc thi diễn ra vào ngày 23 tháng 8 năm 2009. Tại đêm chung kết, Hoa hậu Hoàn vũ 2008 Dayana Mendoza đã trao vương miện cho người kế nhiệm – Hoa hậu Venezuela 2008 Stefanía Fernández. Đây là chiến thắng lặp lại đầu tiên của một quốc gia trong lịch sử cuộc thi Hoa hậu Hoàn vũ. 

## Kết quả

Khu nghỉ dưỡng Atlantis, địa điểm chính thức diễn ra cuộc thi Hoa hậu Hoàn vũ 2009.

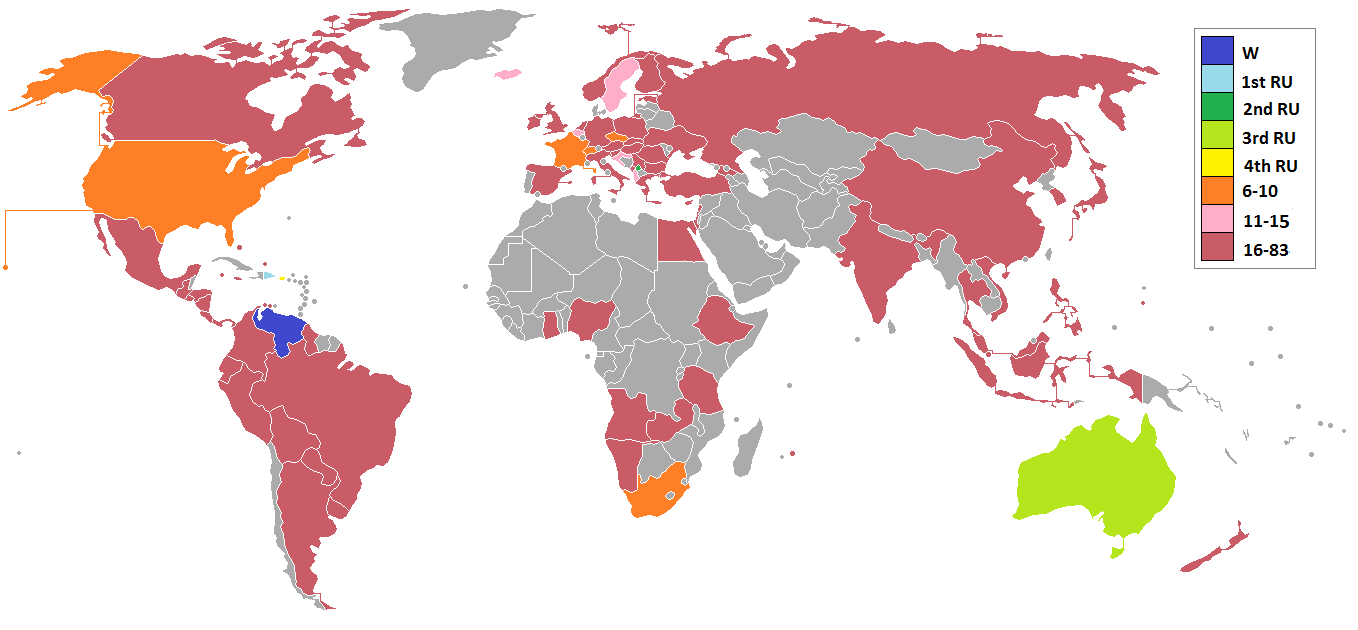
Các quốc gia tham gia Hoa hậu Hoàn vũ 2009 và kết quả.

### Thứ hạng
| Kết quả              | Thí sinh |
| -------------------- | --- |
| Hoa hậu Hoàn vũ 2009 | - Venezuela – Stefanía Fernández |
| Á hậu 1              | - Cộng hòa Dominica – Ada de la Cruz                                                                                                  |
| Á hậu 2              | - Kosovo – Marigona Dragusha |
| Á hậu 3              | - Úc – Rachael Finch |
| Á hậu 4              | - Puerto Rico – Mayra Matos |
| Top 10               | - Cộng hòa Séc – Iveta Lutovská - Pháp – Chloé Mortaud - Nam Phi – Tatum Keshwar - Thụy Sĩ – Whitney Toyloy - Hoa Kỳ – Kristen Dalton |
| Top 15               | - Albania – Hasna Xhukiçi - Bỉ – Zeynep Sever - Croatia – Sarah Ćosić - Iceland – Ingibjörg Egilsdóttir - Thụy Điển – Renate Cerljen  |

### Điểm số chung cuộc
| Quốc gia/Lãnh thổ | Áo tắm     | Dạ hội     |
| ----------------- | ---------- | ---------- |
| Venezuela         | 8.760 (4)  | 8.869 (5)  |
| Cộng hòa Dominica | 9.189 (2)  | 9.428 (1)  |
| Kosovo            | 8.790 (3)  | 9.250 (2)  |
| Úc                | 9.264 (1)  | 9.039 (4)  |
| Puerto Rico       | 8.533 (7)  | 9.050 (3)  |
| Pháp              | 8.640 (5)  | 8.650 (6)  |
| Nam Phi           | 8.460 (8)  | 8.040 (7)  |
| Cộng hòa Séc      | 8.350 (9)  | 8.010 (8)  |
| Thụy Sĩ           | 8.611 (6)  | 7.890 (9)  |
| Hoa Kỳ            | 8.060 (10) | 7.550 (10) |
| Albania           | 7.900 (11) |            |
| Bỉ                | 7.870 (12) |            |
| Thụy Điển         | 7.830 (13) |            |
| Croatia           | 7.811 (14) |            |
| Iceland           | 7.730 (15) |            |

| Hoa hậu hoàn vũ Á hậu 1 Á hậu 2 Á hậu 3 Á hậu 4 | Top 10 Top 15 (#) Xếp hạng trong mỗi vòng thi |  |

### Thứ tự công bố
| 1. Puerto Rico 2. Iceland 3. Albania 4. Cộng hòa Séc 5. Bỉ 6. Cộng hòa Dominica 7. Thụy Điển 8. Kosovo 9. Úc 10. Pháp 11. Thụy Sĩ 12. Nam Phi 13. Hoa Kỳ 14. Croatia 15. Venezuela | 1. Úc 2. Venezuela 3. Nam Phi 4. Cộng hòa Dominica 5. Kosovo 6. Cộng hòa Séc 7. Thụy Sĩ 8. Puerto Rico 9. Hoa Kỳ 10. Pháp | 1. Cộng hòa Dominica 2. Úc 3. Puerto Rico 4. Venezuela 5. Kosovo |

### Các giải thưởng đặc biệt

#### Trang phục dân tộc đẹp nhất
| Kết quả   | Thí sinh                       |
| --------- | ------------------------------ |
| Giải Nhất | - Panama – Diana Broce         |
| Giải Nhì  | - Nicaragua – Indiana Sánchez  |
| Giải Ba   | - Thái Lan – Chutima Durongdej |

#### Các giải thưởng khác
| Giải thưởng        | Thí sinh                       |
| ------------------ | ------------------------------ |
| Hoa hậu Thân thiện | - Trung Quốc – Vương Tĩnh Dao  |
| Hoa hậu Ảnh        | - Thái Lan – Chutima Durongdej |

### Trình diễn áo tắm đẹp nhất
| Kết quả     | Thí sinh |
| ----------- | --- |
| Chiến thắng | - Úc – Rachael Finch |
| Top 5       | - Cộng hòa Dominica – Ada de la Cruz - Kosovo – Marigona Dragusha - Venezuela – Stefanía Fernández - Pháp – Chloé Mortaud                  |
| Top 10      | - Cộng hòa Séc – Iveta Lutovská - Puerto Rico – Mayra Matos - Nam Phi – Tatum Keshwar - Thụy Sĩ – Whitney Toyloy - Hoa Kỳ – Kristen Dalton |

### Trang phục dạ hội đẹp nhất
| Kết quả     | Thí sinh |
| ----------- | --- |
| Chiến thắng | - Cộng hòa Dominica – Ada de la Cruz                                                                                                  |
| Top 5       | - Úc – Rachael Finch - Kosovo – Marigona Dragusha - Venezuela – Stefanía Fernández - Puerto Rico – Mayra Matos                        |
| Top 10      | - Cộng hòa Séc – Iveta Lutovská - Pháp – Chloé Mortaud - Nam Phi – Tatum Keshwar - Thụy Sĩ – Whitney Toyloy - Hoa Kỳ – Kristen Dalton |

## Giám khảo

### Sơ khảo
Các giám khảo cho vòng sơ khảo bao gồm: 
- Mark Wylie – Người đồng hành của chương trình Talent Executive
- Adriana Ching – Luật sư và là một cựu nhà phát triển bất động sản
- Todd Winston – Cựu nhà kinh doanh của ngành du lịch và Phó Chủ tịch Truyền thông của Sales
- Rosalina Lydster – Nhà thiết kế thời trang nổi tiếng
- Tiza Tjokroadisumarto – Giám đốc Hoạt động Thị trường của Michael Kors
- Corinne Nicolas – Chủ tịch của Tập đoàn Quản lý Người mẫu Trump
- David Friedman – Nhà sản xuất điều hành Last Call với Carson Daly
- Steven Schillaci – Nhà sản xuất tài năng cho nhiều chương trình truyền hình nổi tiếng bao gồm American Idol
- Mario Mosley – Biên đạo múa Hollywood của Dance Your Ass Off trên kênh Oxygen
- Sarah Markantonis – Đại sứ của Bahamas tại Tổ chức Quốc tế Kerzner

### Chung kết
Những giám khảo sau đã đánh giá trong đêm chung kết:
- Dean Cain – Diễn viên và nhà sản xuất điện ảnh
- Tamara Tunie – Nữ diễn viên của "Law & Order: Special Victims Unit"
- Colin Cowie – Tác giả, nhân viên Truyền hình và Nhà thiết kế
- Valeria Mazza – Siêu mẫu quốc tế
- Matthew Rolston – Nhiếp ảnh gia
- Richard LeFrak – Chủ tịch và Giám đốc điều hành Tổ chức LeFrak
- Andre Leon Talley – Nhà văn và biên tập nổi tiếng
- Heather Kerzner – Nhà từ thiện và Đại sứ của Tổ chức Khu nghỉ dưỡng Quốc tế Kerzner
- Farouk Shami – Người sáng lập và Chủ tịch của Hãng chăm sóc tóc nổi tiếng CHI Hair Care
- Keisha Whitaker – Nhà thiết kế thời trang và người sáng lập dòng sản phẩm son môi Couture Kissable
- Gerry DeVeaux – Nhà sản xuất, nhạc sĩ kiêm nhà soạn kịch nổi tiếng
- George J. Maloof, Jr. – Vận động viên thể thao chuyên nghiệp

## Nhạc nền
- Phần mở đầu: "I Gotta Feeling" của Black Eyed Peas và "Fire Burning" của Sean Kingston
- Phần thi chụp hình: ''Body Language" của Heidi Montag (hát trực tiếp)
- Phần thi áo tắm: "Right Round" và "Jump" của Flo Rida (hát trực tiếp)
- Phần thi trang phục dạ hội: "When Love Takes Over" của David Guetta trình diễn bởi Kelly Rowland

## Thí sinh tham gia
Cuộc thi có tổng cộng 84 thí sinh tham gia:
| Quốc gia/Lãnh thổ | Thí sinh                  | Tuổi | Chiều cao               | Quê quán               |
| ----------------- | ------------------------- | ---- | ----------------------- | ---------------------- |
| Albania           | Hasna Xhukuci             | 21   | 1,75 m (5 ft 9 in)      | Fier                   |
| Angola            | Nelsa Alves               | 22   | 1,75 m (5 ft 9 in)      | Luanda                 |
| Argentina         | Johanna Lasic             | 23   | 1,83 m (6 ft 0 in)      | Buenos Aires           |
| Aruba             | Dianne Croes              | 22   | 1,80 m (5 ft 11 in)     | Oranjestad             |
| Úc                | Rachael Finch             | 21   | 1,75 m (5 ft 9 in)      | Townsville             |
| Bahamas           | Kiara Sherman             | 26   | 1,68 m (5 ft 6 in)      | Freeport               |
| Bỉ                | Zeynep Sever              | 20   | 1,75 m (5 ft 9 in)      | Molenbeek              |
| Bolivia           | Dominique Peltier         | 22   | 1,80 m (5 ft 11 in)     | Cochabamba             |
| Brazil            | Larissa Costa             | 25   | 1,75 m (5 ft 9 in)      | Natal                  |
| Bulgaria          | Elitsa Lubenova           | 19   | 1,73 m (5 ft 8 in)      | Dve Mogili             |
| Canada            | Mariana Valente           | 23   | 1,75 m (5 ft 9 in)      | Richmond Hill          |
| Quần đảo Cayman   | Nicosia Lawson            | 26   | 1,75 m (5 ft 9 in)      | George Town            |
| Trung Quốc        | Vương Tĩnh Dao            | 18   | 1,80 m (5 ft 11 in)     | Thanh Đảo              |
| Colombia          | Michelle Rouillard        | 22   | 1,73 m (5 ft 8 in)      | Popayán                |
| Costa Rica        | Jessica Umaña             | 21   | 1,75 m (5 ft 9 in)      | Moravia Canton         |
| Croatia           | Sarah Ćosić               | 20   | 1,78 m (5 ft 10 in)     | Split                  |
| Curaçao           | Ashanta Macauly           | 24   | 1,70 m (5 ft 7 in)      | Willemstad             |
| Síp               | Kielia Giasemidou         | 20   | 1,68 m (5 ft 6 in)      | Nicosia                |
| Séc               | Iveta Lutovská            | 26   | 1,83 m (6 ft 0 in)      | Třeboň                 |
| Cộng hòa Dominica | Ada de la Cruz            | 23   | 1,83 m (6 ft 0 in)      | Villanella             |
| Ecuador           | Sandra Vinces             | 19   | 1,78 m (5 ft 10 in)     | Portoviejo             |
| Ai Cập            | Elham Wagdi               | 26   | 1,75 m (5 ft 9 in)      | Cairo                  |
| El Salvador       | Mayella Mena              | 21   | 1,73 m (5 ft 8 in)      | San Salvador           |
| Estonia           | Diana Arno                | 25   | 1,80 m (5 ft 11 in)     | Tallinn                |
| Ethiopia          | Melat Yante               | 19   | 1,73 m (5 ft 8 in)      | Addis Ababa            |
| Phần Lan          | Essi Pöysti               | 22   | 1,73 m (5 ft 8 in)      | Jyväskylä              |
| Pháp              | Chloé Mortaud             | 19   | 1,80 m (5 ft 11 in)     | Bénac                  |
| Georgia           | Lika Ordzhonikidze        | 19   | 1,75 m (5 ft 9 in)      | Tbilisi                |
| Đức               | Martina Lee               | 24   | 1,78 m (5 ft 10 in)     | Düsseldorf             |
| Ghana             | Jennifer Koranteng        | 23   | 1,80 m (5 ft 11 in)     | Accra                  |
| Anh Quốc          | Clair Cooper              | 27   | 1,73 m (5 ft 8 in)      | Luân Đôn               |
| Hy Lạp            | Viviana Kampanile         | 19   | 1,80 m (5 ft 11 in)     | Athens                 |
| Guam              | Racine Manley             | 24   | 1,68 m (5 ft 6 in)      | Hagatna                |
| Guatemala         | Lourdes Figueroa          | 21   | 1,78 m (5 ft 10 in)     | Thành phố Guatemala    |
| Guyana            | Jenel Cox                 | 19   | 1,73 m (5 ft 8 in)      | Georgetown             |
| Honduras          | Bélgica Suárez            | 23   | 1,78 m (5 ft 10 in)     | Tegucigalpa            |
| Hungary           | Zsuzsa Budai              | 21   | 1,80 m (5 ft 11 in)     | Budapest               |
| Iceland           | Ingibjörg Egilsdóttir     | 24   | 1,78 m (5 ft 10 in)     | Austurland             |
| Ấn Độ             | Ekta Chaudhary            | 23   | 1,78 m (5 ft 10 in)     | Delhi                  |
| Indonesia         | Zivanna Letisha Siregar   | 20   | 1,78 m (5 ft 10 in)     | Jakarta                |
| Ireland           | Diana Donnelly            | 20   | 1,75 m (5 ft 9 in)      | Dublin                 |
| Israel            | Yulia Liubianitzki        | 20   | 1,75 m (5 ft 9 in)      | Haifa                  |
| Ý                 | Laura Valenti             | 25   | 1,75 m (5 ft 9 in)      | Milano                 |
| Jamaica           | Carolyn Yapp              | 25   | 1,75 m (5 ft 9 in)      | Montego Bay            |
| Nhật Bản          | Emiri Miyasaka            | 25   | 1,70 m (5 ft 7 in)      | Tokyo                  |
| Hàn Quốc          | Seon Na Ri                | 23   | 1,68 m (5 ft 6 in)      | Seoul                  |
| Kosovo            | Marigona Dragusha         | 18   | 1,73 m (5 ft 8 in)      | Priština               |
| Liban             | Martine Andraos           | 19   | 1,70 m (5 ft 7 in)      | Beirut                 |
| Malaysia          | Ngô Lệ Văn                | 21   | 1,73 m (5 ft 8 in)      | Kota Kinabalu          |
| Mauritius         | Anaïs Veerapatren         | 23   | 1,83 m (6 ft 0 in)      | Curepipe               |
| Mexico            | Karla Carrillo            | 21   | 1,78 m (5 ft 10 in)     | Guadalajara            |
| Montenegro        | Mariana Mihajlović        | 20   | 1,80 m (5 ft 11 in)     | Plavnica               |
| Namibia           | Happie Ntelamo            | 20   | 1,85 m (6 ft 1 in)      | Katima Mulilo          |
| Hà Lan            | Avalon-Chanel Weyzig      | 19   | 1,75 m (5 ft 9 in)      | Zwolle                 |
| New Zealand       | Katie Taylor              | 22   | 1,75 m (5 ft 9 in)      | Auckland               |
| Nicaragua         | Indiana Sánchez           | 22   | 1,78 m (5 ft 10 in)     | Managua                |
| Nigeria           | Sandra Otohwo             | 20   | 1,73 m (5 ft 8 in)      | Asaba                  |
| Na Uy             | Eli Landa                 | 25   | 1,75 m (5 ft 9 in)      | Stavanger              |
| Panamá            | Diana Broce               | 23   | 1,70 m (5 ft 7 in)      | Las Tablas             |
| Paraguay          | Mareike Baumgarten        | 19   | 1,73 m (5 ft 8 in)      | Asunción               |
| Perú              | Karen Schwarz             | 25   | 1,78 m (5 ft 10 in)     | Amazonas               |
| Philippines       | Bianca Manalo             | 22   | 1,78 m (5 ft 10 in)     | Manila                 |
| Ba Lan            | Angelika Jakubowska       | 20   | 1,75 m (5 ft 9 in)      | Lubań                  |
| Puerto Rico       | Mayra Matos               | 20   | 1,78 m (5 ft 10 in)     | Cabo Rojo              |
| Romania           | Elena Bianca Constantin   | 20   | 1,75 m (5 ft 9 in)      | Piatra Neamț           |
| Nga               | Sofia Rudieva             | 18   | 1,78 m (5 ft 10 in)     | Sankt-Peterburg        |
| Serbia            | Dragana Atlija            | 22   | 1,80 m (5 ft 11 in)     | Beograd                |
| Singapore         | Rachel Kum                | 24   | 1,70 m (5 ft 7 in)      | Singapore              |
| Slovakia          | Denisa Mendrejová         | 23   | 1,75 m (5 ft 9 in)      | Bratislava             |
| Slovenia          | Mirela Korač              | 22   | 1,70 m (5 ft 7 in)      | Ljubljana              |
| Nam Phi           | Tatum Keshwar             | 25   | 1,80 m (5 ft 11 in)     | Durban                 |
| Tây Ban Nha       | Estíbaliz Pereira         | 23   | 1,80 m (5 ft 11 in)     | Santiago de Compostela |
| Thụy Điển         | Renate Cerljen            | 21   | 1,75 m (5 ft 9 in)      | Staffanstorp           |
| Thụy Sĩ           | Whitney Toyloy            | 19   | 1,78 m (5 ft 10 in)     | Yverdon                |
| Tanzania          | Iluminata James           | 24   | 1,75 m (5 ft 9 in)      | Mwanza                 |
| Thái Lan          | Chutima Durongdej         | 23   | 1,78 m (5 ft 10 in)     | Băng Cốc               |
| Thổ Nhĩ Kỳ        | Senem Kuyucuoğlu          | 18   | 1,86 m (6 ft 1 in)      | Izmir                  |
| Ukraine           | Kristina Kotz-Gotlib      | 26   | 1,75 m (5 ft 9 in)      | Donetsk                |
| Uruguay           | Cintia Dottone            | 21   | 1,80 m (5 ft 11 in)     | Montevideo             |
| Hoa Kỳ            | Kristen Dalton            | 22   | 1,70 m (5 ft 7 in)      | Wilmington             |
| Venezuela         | Stefanía Fernández        | 18   | 1,78 m (5 ft 10 in)     | Mérida                 |
| Việt Nam          | Võ Hoàng Yến              | 21   | 1,79 m (5 ft 10+1⁄2 in) | Thành phố Hồ Chí Minh  |
| Zambia            | Andella Chileshe Matthews | 21   | 1,78 m (5 ft 10 in)     | Ndola                  |

- Danh xưng: trong cuộc thi lần này, Vương quốc Liên hiệp Anh và Bắc Ireland trở lại danh xưng tiếng Anh là Great Britain thay vì UK (đã được dùng trong cuộc thi năm trước).

## Thông tin về các cuộc thi quốc gia

### Trở lại
| - Lần cuối tham gia vào năm 1998: - Romania - Lần cuối tham gia vào năm 2006: - Ethiopia - Iceland - Namibia - Thụy Điển | - Lần cuối tham gia vào năm 2007: - Bulgaria - Guyana - Liban - Zambia |

### Chỉ định
- Ai Cập – Elham Wagdy được chỉ định làm đại diện cho Ai Cập. Cô là Á hậu 1 trong cuộc thi Hoa hậu Ai Cập năm 2005. Cô cũng đại diện cho Ai Cập tại Hoa hậu Trái Đất 2005, Hoa hậu Quốc tế 2006 và Hoa hậu Liên lục địa 2007.
- Honduras – Vì khủng hoảng chính trị ở Honduras,cuộc thi đã không thể diễn ra, do đó Bélgica Suárez được chọn là đại diện chính thức của đất nước Trung Mỹ này.
- Việt Nam – Do trong năm 2009, cuộc thi Hoa hậu Hoàn vũ Việt Nam bị hoãn lại (theo luật, mỗi năm, Việt Nam chỉ tổ chức một cuộc thi hoa hậu cấp quốc gia) nên Á hậu 1 Hoa hậu Hoàn vũ Việt Nam 2008 Võ Hoàng Yến được chọn làm đại diện cho Việt Nam tham dự cuộc thi sau khi Hoa hậu Du lịch Việt Nam 2008 Phan Thị Ngọc Diễm từ chối tham gia.

### Thay thế
- Curaçao – Angenie Simon đã thay Ashanta Macauly tham gia cuộc thi vì tình trạng sức khỏe của Ashanta không được ổn định.
- Thổ Nhĩ Kỳ – Begüm Kızıltuğ đáng lẽ sẽ tham gia tuy nhiên Senem Kuyucuoğlu đã thay thế.

### Bỏ cuộc
Trong thời gian diễn ra cuộc thi
- Quần đảo Turks và Caicos – Jewel Selver rút khỏi cuộc thi 24 giờ trước buổi chung kết khi bác sĩ kết luận rằng cô bị mất nước[86].

Trước cuộc thi
- Antigua và Barbuda – Không cuộc thi nào được tổ chức.
- Đan Mạch – Không cuộc thi nào được tổ chức.
- Kazakhstan – Olga Nikitina không tham gia cuộc thi do thiếu tài trợ từ quốc gia.
- Sri Lanka – Faith Landers không tham gia Hoa hậu Hoàn vũ 2009 mặc dù đã được thông báo rằng cô sẽ tham gia.
- Trinidad và Tobago – Peter Elias, chủ sở hữu nhượng quyền tổ chức Hoa hậu Hoàn vũ ở Trinidad và Tobago đã xác nhận rằng quốc gia Caribbean sẽ không gửi một đại diện đến Hoa hậu Hoàn vũ 2009 do thiếu tài trợ. Chính phủ Trinidad và Tobago đã được Peter Elias thông báo trong năm 2008 rằng rất khó cho ông để tìm tài trợ và rằng ông sẽ không còn khả năng tài trợ cho các cô gái. Chính phủ quốc đảo này đã tuyên bố rằng cuộc thi này không phải là đầu tư của Chính phủ.

## Thông tin cuộc thi
Trước khi Bahamas chính thức được chọn là địa điểm đăng cai, đã có nhiều quốc gia muốn ngỏ ý tổ chức cuộc thi như Croatia, Úc và Dubai, UAE nhưng vì các lý do khác nhau đã rút lại kế hoạch hoặc bị từ chối. Croatia là nước đầu tiên đánh tiếng đăng cai nhưng rút lại vì lý do tài chính, Úc không được chấp nhận và Dubai cũng không được đồng thuận do lo ngại thí sinh của Israel có thể gặp khó khăn do quan hệ giữa nước này với các nước Ả Rập. Bahamas trước đó từng tổ chức cuộc thi Hoa hậu Tuổi Teen Mỹ 2008.

## Các chương trình trong cuộc thi

### Vòng sơ khảo
Đây là lần đầu tiên Vòng sơ khảo cuộc thi Hoa hậu Hoàn vũ được chiếu trực tuyến tới toàn thế giới thông qua Ustream và trang web Hoa hậu Hoàn vũ.
Tại vòng sơ khảo, tất cả thí sinh tham gia hai phần thi áo tắm và trang phục dạ hội. Đây là một phần của việc chọn ra 15 thí sinh lọt vào vòng chung kết và kết quả sẽ được công bố trong suốt chương trình truyền hình trực tiếp chung kết gần hai giờ của cuộc thi Hoa hậu Hoàn vũ 2009 trên NBC và Telemundo vào chủ nhật ngày 23 tháng 8.
Vòng sơ khảo được dẫn chương trình bởi Hoa hậu Hoàn vũ 2008, Dayana Mendoza và Ed Fields, phóng viên nổi tiếng của đài phát thanh địa phương Bahamas. Ca sĩ Anthoney Wright đến từ Luân Đôn trình diễn ca khúc "Wud if I Cud" trong suốt cuộc thi sơ khảo.

### Đêm chung kết
Đây là lần đầu tiên Donald Trump giới thiệu chương trình truyền hình trực tiếp Hoa hậu Hoàn vũ.
84 thí sinh đã được giới thiệu qua phần Trang phục quốc gia bao gồm cả thí sinh Quần đảo Turks và Caicos - Jewel Selver. Top 15 được công bố, sau đó là Dayana Mendoza chia sẻ kinh nghiệm của cô trong tư cách là Hoa hậu Hoàn vũ 2008. Top 15 đã tham gia cuộc thi Áo tắm và tiếp đó Top 10 thí sinh xuất sắc đã trình diễn trang phục dạ hội. Khán giả xem truyền hình có thể thấy điểm số trung bình của mỗi thí sinh từ ban giám khảo. Trước khi công bố Top 5 chung cuộc, có hai giải thưởng đặc biệt - Hoa hậu Thân thiện và Hoa hậu Ảnh đã được trao. Cả hai đều được trao cho các thí sinh đến từ châu Á - Wang Jingyao của Trung Quốc và Chutima Durongdej của Thái Lan. Dayana Mendoza tiết lộ rằng vương miện Hoa hậu Hoàn vũ mới thể hiện "Hòa bình". Top 5 thí sinh lọt vào vòng ứng xử trả lời câu hỏi. 4 Á hậu được công bố đầu tiên, sau cùng là Hoa hậu Hoàn vũ mới 2009 - Stefanía Fernández.
Chương trình truyền hình trực tiếp được Billy Bush, diễn viên Hollywood và người mẫu nổi tiếng Claudia Jordan dẫn chương trình. Lần đầu tiên, khách mời đặc biệt - Heidi Montag đã trình diễn ca khúc "Body Language" của mình trong suốt phần thi chụp ảnh của Top 15. Flo Rida đã trình diễn trong cuộc thi Áo tắm của Top 15, và David Guetta cùng Kelly Rowland đã biểu diễn trong phần thi trang phục dạ hội của Top 10.
Cuộc thi cũng có ý nghĩa lịch sử khi sử dụng Skype lần đầu tiên cho câu hỏi ứng xử. Mayra Matos đại diện cho Puerto Rico đã được hỏi bởi Hoa hậu Hoàn vũ 2007 Riyo Mori từ Nhật Bản qua Skype.
Khi Hoa hậu Hoàn vũ 2008 Dayana Mendoza trao vương miện cho Hoa hậu Hoàn vũ 2009 Stefania Fernandez, vương miện bị rơi xuống sàn, nhưng may mắn không bị vỡ.
Không thí sinh nào đến từ châu Á lọt vào Top 15 đã gây một luồng ý kiến từ khán giả.

## Thông tin thí sinh
- Anh Quốc – Clair Cooper từng đại diện cho Anh tham gia Hoa hậu Trái Đất 2007 tại Philippines và Việt Nam nhưng không đạt giải.
- Nhật Bản – Emiri Miyasaka đã từng đoạt ngôi vị Á hậu 2 Hoa hậu Quốc tế Nhật Bản 2008.
- Việt Nam – Võ Hoàng Yến là người chiến thắng cuộc thi Siêu mẫu Việt Nam 2008.